# Ausztrália az 1980. évi nyári olimpiai játékokon
Ausztrália a szovjetunióbeli Moszkvában megrendezett 1980. évi nyári olimpiai játékok egyik részt vevő nemzete volt. Az országot az olimpián 16 sportágban 83 sportoló képviselte, akik összesen 9 érmet szereztek. Ausztrália az olimpiai zászló alatt vett részt a játékokon.

## Érmesek
| Érem  | Versenyző                                                      | Sportág    | Versenyszám                  |
| ----- | -------------------------------------------------------------- | ---------- | ---------------------------- |
| Arany | Mark Kerry Peter Evans Mark Tonelli Neil Brooks Glenn Patching | Úszás      | Férfi 4 × 100 m vegyes váltó |
| Arany | Michelle Ford                                                  | Úszás      | Női 800 m gyors              |
| Ezüst | Rick Mitchell                                                  | Atlétika   | Férfi 400 m                  |
| Ezüst | John Sumegi                                                    | Kajak-kenu | Férfi kajak egyes 500 m      |
| Bronz | Graeme Brewer                                                  | Úszás      | Férfi 200 m gyors            |
| Bronz | Max Metzker                                                    | Úszás      | Férfi 1500 m gyors           |
| Bronz | Mark Kerry                                                     | Úszás      | Férfi 200 m hát              |
| Bronz | Peter Evans                                                    | Úszás      | Férfi 100 m mell             |
| Bronz | Michelle Ford                                                  | Úszás      | Női 200 m pillangó           |

## Atlétika
Férfi
| Versenyző       | Versenyszám     | Előfutam | Előfutam | Előfutam | Negyeddöntő | Negyeddöntő | Negyeddöntő | Elődöntő | Elődöntő | Elődöntő | Döntő         | Döntő         |               |
| Versenyző       | Versenyszám     | Idő      | Hely.    | Össz.    | Idő         | Hely.       | Össz.       | Idő      | Hely.    | Össz.    | Idő           | Helyezés      |               |
| --------------- | --------------- | -------- | -------- | -------- | ----------- | ----------- | ----------- | -------- | -------- | -------- | ------------- | ------------- | ------------- |
| Rick Mitchell   | 400 m           | 46,63    | 3.       | 5.       | 45,73       | 1.          | 2.          | 45,48    | 2.       | 3.       | 44,84         |               |               |
| Dave Fitzsimons | 5000 m          | 13:46,40 | 7.       | 22.      |             |             |             | 13:58,22 | 10.      | 21.      | kiesett       | kiesett       |               |
| Steve Austin    | 5000 m          | 13:43,15 | 7.       | 5.       |             |             |             | 13:47,51 | 11.      | 18.      | kiesett       | kiesett       |               |
| Steve Austin    | 10 000 m        | 29:45,2  | 5.       | 21.      |             |             |             |          |          |          | kiesett       | kiesett       |               |
| Bill Scott      | 10 000 m        | 28:58,70 | 3.       | 10.      |             |             |             |          |          |          | 28:15,08      | 9.            |               |
| Rob de Castella | Maraton         |          |          |          |             |             |             |          |          |          | 2:14:31       | 10.           |               |
| Chris Wardlaw   | Maraton         |          |          |          |             |             |             |          |          |          | 2:20:42       | 28.           |               |
| Gerard Barrett  | Maraton         |          |          |          |             |             |             |          |          |          | nem ért célba | nem ért célba |               |
| David Smith     | 20 km gyaloglás |          |          |          |             |             |             |          |          |          | kizárták      | kizárták      |               |
| David Smith     | 50 km gyaloglás |          |          |          |             |             |             |          |          |          | nem ért célba | nem ért célba | nem ért célba |
| Willi Sawall    | 50 km gyaloglás |          |          |          |             |             |             |          |          |          | 4:08:25       | 8.            |               |

| Versenyző    | Versenyszám   | Selejtező | Selejtező | Döntő    | Döntő    |
| Versenyző    | Versenyszám   | Eredmény  | Helyezés  | Eredmény | Helyezés |
| ------------ | ------------- | --------- | --------- | -------- | -------- |
| Gary Honey   | Távolugrás    | 744 cm    | 23.       | kiesett  | kiesett  |
| Ian Campbell | Hármasugrás   | 17,02 m   | 1.        | 16,72 m  | 5.       |
| Ken Lorraway | Hármasugrás   | 16,80 m   | 2.        | 16,44 m  | 8.       |
| Peter Farmer | Kalapácsvetés | 69,16 m   | 13.       | kiesett  | kiesett  |

| Versenyző      | Versenyszám | 100 m | 100 m | Távolugrás | Távolugrás | Súlylökés | Súlylökés | Magasugrás | Magasugrás | 400 m | 400 m | 110 m gát | 110 m gát | Diszkoszvetés | Diszkoszvetés | Rúdugrás | Rúdugrás | Gerelyhajítás | Gerelyhajítás | 1500 m | 1500 m | Végeredmény | Végeredmény |
| Versenyző      | Versenyszám | Idő   | Pont  | Eredmény   | Pont       | Eredmény  | Pont      | Eredmény   | Pont       | Idő   | Pont  | Idő       | Pont      | Eredmény      | Pont          | Eredmény | Pont     | Eredmény      | Pont          | Idő    | Pont   | Pont        | Helyezés    |
| -------------- | ----------- | ----- | ----- | ---------- | ---------- | --------- | --------- | ---------- | ---------- | ----- | ----- | --------- | --------- | ------------- | ------------- | -------- | -------- | ------------- | ------------- | ------ | ------ | ----------- | ----------- |
| Peter Hadfield | Tízpróba    | 11,04 | 795   | 736 cm     | 893        | 13,34 m   | 686       | 185 cm     | 725        | 48,40 | 879   | 15,18     | 830       | 45,08 m       | 783           | 440 cm   | 909      | 56,12 m       | 713           | 4:44,7 | 496    | 7709        | 13.         |

Női
| Versenyző             | Versenyszám | Előfutam | Előfutam | Előfutam | Negyeddöntő | Negyeddöntő | Negyeddöntő | Elődöntő | Elődöntő | Elődöntő | Döntő   | Döntő    |
| Versenyző             | Versenyszám | Idő      | Hely.    | Össz.    | Idő         | Hely.       | Össz.       | Idő      | Hely.    | Össz.    | Idő     | Helyezés |
| --------------------- | ----------- | -------- | -------- | -------- | ----------- | ----------- | ----------- | -------- | -------- | -------- | ------- | -------- |
| Debbie Wells          | 100 m       | 11,72    | 5.       | 21.*     | 11,66       | 7.          | 21.         | kiesett  | kiesett  | kiesett  | kiesett | kiesett  |
| Denise Robertson-Boyd | 100 m       | 11,56    | 2.       | 12.*     | 11,35       | 4.          | 11.         | 11,44    | 8.       | 12.      | kiesett | kiesett  |
| Denise Robertson-Boyd | 200 m       | 23,36    | 2.       | 8.*      | 22,91       | 5.          | 7.          | 22,80    | 3.       | 7.       | 22,76   | 7.       |
| Penny Gillies         | 100 m gát   | 13,68    | 6.       | 17.      |             |             |             | kiesett  | kiesett  | kiesett  | kiesett | kiesett  |

| Versenyző             | Versenyszám   | Selejtező | Selejtező | Döntő    | Döntő    |
| Versenyző             | Versenyszám   | Eredmény  | Helyezés  | Eredmény | Helyezés |
| --------------------- | ------------- | --------- | --------- | -------- | -------- |
| Chris Annison-Stanton | Magasugrás    | 188 cm    | 10.       | 191 cm   | 6.*      |
| Gael Mulhall-Martin   | Súlylökés     |           |           | 18,00 m  | 12.      |
| Gael Mulhall-Martin   | Diszkoszvetés | 54,90 m   | 15.       | kiesett  | kiesett  |
| Petra Rivers          | Gerelyhajítás | 55,80 m   | 15.       | kiesett  | kiesett  |
| Pam Matthews          | Gerelyhajítás | 55,72 m   | 16.       | kiesett  | kiesett  |

* - egy másik versenyzővel azonos eredményt ért el

## Birkózás
Szabadfogású
| Versenyző         | Versenyszám | 1. forduló                                  | 2. forduló                             | 3. forduló                         | 4. forduló                                  | 5. forduló        | Döntő             | Helyezés    |
| Versenyző         | Versenyszám | Ellenfél Eredmény                           | Ellenfél Eredmény                      | Ellenfél Eredmény                  | Ellenfél Eredmény                           | Ellenfél Eredmény | Ellenfél Eredmény | Helyezés    |
| ----------------- | ----------- | ------------------------------------------- | -------------------------------------- | ---------------------------------- | ------------------------------------------- | ----------------- | ----------------- | ----------- |
| Cris Brown        | 57 kg       | Ri Hophjong (Li Ho-Pyong) (PRK) · kétvállas | Wiesław Kończak (POL) · 1–33           | kiesett                            | kiesett                                     | kiesett           | kiesett           | helyezetlen |
| Zsigmond Kelevitz | 68 kg       | Šaban Sejdi (YUG) · kizárták                | Pekka Rauhala (FIN) · 2–9              | kiesett                            | kiesett                                     | kiesett           | kiesett           | helyezetlen |
| Mick Pikos        | 90 kg       | Jean-Claude Biloa (CMR) · kizárták          | Kartar Dhillon Singh (IND) · kétvállas | Aleksander Cichoń (POL) · kizárták | Dashdorjiin Tserentogtokh (MGL) · kétvállas | kiesett           | kiesett           | 8.          |

## Cselgáncs
| Versenyző      | Versenyszám | Csoport | 32-es főtábla                | Nyolcaddöntő               | Negyeddöntő       | Elődöntő          | Vigaszág negyeddöntő | Vigaszág elődöntő        | Bronz- mérkőzés   | Döntő             | Helyezés |
| Versenyző      | Versenyszám | Csoport | Ellenfél Eredmény            | Ellenfél Eredmény          | Ellenfél Eredmény | Ellenfél Eredmény | Ellenfél Eredmény    | Ellenfél Eredmény        | Ellenfél Eredmény | Ellenfél Eredmény | Helyezés |
| -------------- | ----------- | ------- | ---------------------------- | -------------------------- | ----------------- | ----------------- | -------------------- | ------------------------ | ----------------- | ----------------- | -------- |
| Michael Young  | Harmatsúly  | A       | Francis Mwahza (ZAM) · GY    | Torsten Reißmann (GDR) · V | kiesett           | kiesett           |                      |                          |                   |                   | 13.      |
| Michael Picken | Könnyűsúly  | A       | Neil Adams (GBR) · V         |                            |                   |                   |                      | Edward Alkśnin (POL) · V | kiesett           |                   | 7.       |
| Mark Carew     | Középsúly   | A       | Krzysztof Kurczyna (POL) · V | kiesett                    | kiesett           | kiesett           |                      |                          |                   |                   | 19.      |

## Evezés
Férfi
| Versenyző | Versenyszám              | Előfutam | Előfutam | Vigaszág | Vigaszág | Elődöntő | Elődöntő | Döntő | Döntő   | Döntő | Helyezés |
| Versenyző | Versenyszám              | Idő      | Hely.    | Idő      | Hely.    | Idő      | Hely.    | Típus | Idő     | Hely. | Helyezés |
| --- | ------------------------ | -------- | -------- | -------- | -------- | -------- | -------- | ----- | ------- | ----- | -------- |
| Robert Lang John Bolt | Kormányos nélküli kettes | 7:50,05  | 5.       | 7:13,24  | 3.       | 7:11,76  | 6.       | B     | 6:59,13 | 4.    | 10.      |
| Islay Lee Stephen Handley Bill Dankbaar Andrew Withers Tim Willoughby James Lowe Tim Young Brian Richardson David England | Nyolcas                  | 6:05,12  | 3.       | 5:45,04  | 1.       |          |          | A     | 5:56,74 | 5.    | 5.       |

Női
| Versenyző                                                                   | Versenyszám      | Előfutam | Előfutam | Vigaszág | Vigaszág | Döntő | Döntő   | Döntő | Helyezés |
| Versenyző                                                                   | Versenyszám      | Idő      | Hely.    | Idő      | Hely.    | Típus | Idő     | Hely. | Helyezés |
| --------------------------------------------------------------------------- | ---------------- | -------- | -------- | -------- | -------- | ----- | ------- | ----- | -------- |
| Anne Chirnside Verna Westwood Pam Westendorf Sally Harding Susie Palfreyman | Kormányos négyes | 3:34,08  | 3.       | 3:26,77  | 3.       | A     | 3:26,37 | 5.    | 5.       |

## Íjászat
| Versenyző      | Versenyszám  | 1. forduló | 1. forduló | 2. forduló | 2. forduló | Összesítés | Összesítés |
| Versenyző      | Versenyszám  | Pont       | Hely.      | Pont       | Hely.      | Pont       | Helyezés   |
| -------------- | ------------ | ---------- | ---------- | ---------- | ---------- | ---------- | ---------- |
| Scott Dumbrell | Férfi egyéni | 1142       | 27.        | 1129       | 25.        | 2271       | 26.        |
| Terry Donovan  | Női egyéni   | 1172       | 10.        | 1171       | 10.        | 2343       | 9.         |
| Carole Toy     | Női egyéni   | 1123       | 17.        | 1162       | 14.        | 2285       | 15.        |

## Kajak-kenu
Férfi
| Versenyző                                        | Versenyszám         | Előfutam | Előfutam | Előfutam | Vigaszág | Vigaszág | Vigaszág | Elődöntő | Elődöntő | Elődöntő | Döntő   | Döntő    |
| Versenyző                                        | Versenyszám         | Idő      | Hely.    | Össz.    | Idő      | Hely.    | Össz.    | Idő      | Hely.    | Össz.    | Idő     | Helyezés |
| ------------------------------------------------ | ------------------- | -------- | -------- | -------- | -------- | -------- | -------- | -------- | -------- | -------- | ------- | -------- |
| John Sumegi                                      | Kajak egyes 500 m   | 1:44,45  | 1.       | 1.       | erőnyerő | erőnyerő | erőnyerő | 1:46,11  | 1.       | 3.       | 1:44,12 |          |
| John Sumegi                                      | Kajak egyes 1000 m  | 3:47,60  | 3.       | 6.       | erőnyerő | erőnyerő | erőnyerő | 3:54,28  | 2.       | 7.       | 3:50,63 | 4.       |
| Barry Kelly Robert Lee                           | Kajak kettes 500 m  | 1:36,31  | 2.       | 6.       | erőnyerő | erőnyerő | erőnyerő | 1:36,63  | 2.       | 5.       | 1:36,45 | 5.       |
| Barry Kelly Robert Lee Ken Vidler Crosbie Baulch | Kajak négyes 1000 m | 3:10,49  | 3.       | 10.      | erőnyerő | erőnyerő | erőnyerő |          |          |          | 3:19,87 | 8.       |

## Kerékpározás

### Országúti kerékpározás
Férfi
| Versenyző                                                  | Versenyszám     | Idő               | Helyezés      |
| ---------------------------------------------------------- | --------------- | ----------------- | ------------- |
| Michael Wilson                                             | Mezőnyverseny   | 4:57:39 (+9:10)   | 25.           |
| Kevin Bradshaw                                             | Mezőnyverseny   | nem ért célba     | nem ért célba |
| Remo Sansonetti                                            | Mezőnyverseny   | nem ért célba     | nem ért célba |
| Graham Seers                                               | Mezőnyverseny   | nem ért célba     | nem ért célba |
| Kevin Bradshaw Remo Sansonetti David Scarfe Michael Wilson | Csapat időfutam | 2:08:25,2 (+7:04) | 11.           |

### Pálya-kerékpározás
Sprintverseny
| Versenyző      | Versenyszám  | 1. forduló              | 1. forduló | Vigaszág               | Vigaszág | Döntő                  | Döntő | 2. forduló                   | 2. forduló | Vigaszág             | Vigaszág | Nyolcaddöntő                  | Nyolcaddöntő | Vigaszág                                        | Vigaszág | Döntő                | Döntő | Negyeddöntő                     | 5–8. helyért                                                          | 5–8. helyért | Elődöntő             | Döntő                | Helyezés |
| Versenyző      | Versenyszám  | Ellenfelek Győztes idő  | Hely       | Ellenfelek Győztes idő | Hely     | Ellenfelek Győztes idő | Hely  | Ellenfél Győztes idő         | Hely       | Ellenfél Győztes idő | Hely     | Ellenfelek Győztes idő        | Hely         | Ellenfelek Győztes idő                          | Hely     | Ellenfél Győztes idő | Hely  | Ellenfél Győztes idő            | Ellenfelek Győztes idő                                                | Hely         | Ellenfél Győztes idő | Ellenfél Győztes idő | Helyezés |
| -------------- | ------------ | ----------------------- | ---------- | ---------------------- | -------- | ---------------------- | ----- | ---------------------------- | ---------- | -------------------- | -------- | ----------------------------- | ------------ | ----------------------------------------------- | -------- | -------------------- | ----- | ------------------------------- | --------------------------------------------------------------------- | ------------ | -------------------- | -------------------- | -------- |
| Kenrick Tucker | Férfi egyéni | Lau Veldt (NED) · 11,35 | 1.         |                        |          |                        |       | Benedykt Kocot (POL) · 10,93 | 1.         |                      |          | Szergej Kopilov (URS) · 10,71 | 2.           | Henrik Salée (DEN) · James Joseph (GUY) · 11,25 | 1.       |                      |       | Anton Tkáč (TCH) · 10,94; 10,70 | Henrik Salée (DEN) · Heinz Isler (SUI) · Ottavio Dazzan (ITA) · 11,36 | 3.           |                      |                      | 7.       |

Időfutam
| Név            | Versenyszám  | Idő      | Helyezés |
| -------------- | ------------ | -------- | -------- |
| Kenrick Tucker | Férfi egyéni | 1:07,709 | 10.      |

| Versenyző                                                | Versenyszám  | Selejtező | Selejtező | Negyeddöntő | Negyeddöntő | Elődöntő     | Elődöntő  | Döntő        | Döntő     | Helyezés |
| Versenyző                                                | Versenyszám  | Idő       | Hely.     | Ellenfél Idő | Saját idő   | Ellenfél Idő | Saját idő | Ellenfél Idő | Saját idő | Helyezés |
| -------------------------------------------------------- | ------------ | --------- | --------- | --- | ----------- | ------------ | --------- | ------------ | --------- | -------- |
| Kelvin Poole                                             | Férfi egyéni | 4:48,71   | 9.        | kiesett | kiesett     | kiesett      | kiesett   | kiesett      | kiesett   | kiesett  |
| Colin Fitzgerald Kevin Nichols Kelvin Poole Garry Sutton | Férfi csapat | 4:21,76   | 8.        | Szovjetunió (URS) · Viktor Manakov · Valerij Movcsan · Vlagyimir Oszokin · Vitalij Petrakov · Alekszandr Krasznov · 4:14,64 | 4:22,02     | kiesett      | kiesett   | kiesett      | kiesett   | 6.       |

## Kosárlabda

### Férfi
| Ausztrál férfi kosárlabdacsapat-játékoskeret                                               | Ausztrál férfi kosárlabdacsapat-játékoskeret                                               |
| ------------------------------------------------------------------------------------------ | ------------------------------------------------------------------------------------------ |
| - Danny Morseu - Gordie McLeod - Ian Davies - Larry Sengstock - Les Riddle - Mel Dalgleish | - Michael Tucker - Perry Crosswhite - Peter Ali - Phil Smyth - Steve Breheny - Peter Walsh |

#### Eredmények
Csoportkör
C csoport
| Csapat            | M | Gy | V | P+  | P–  | Pk  |
| ----------------- | - | -- | - | --- | --- | --- |
| Olaszország (ITA) | 3 | 2  | 1 | 248 | 233 | +15 |
| Kuba (CUB)        | 3 | 2  | 1 | 226 | 214 | +12 |
| Ausztrália (AUS)  | 3 | 2  | 1 | 224 | 215 | +9  |
| Svédország (SWE)  | 3 | 0  | 3 | 191 | 227 | –36 |

| 1980. július 20. | Kuba (CUB) | 83–76 | Ausztrália (AUS) |  |
| 1980. július 20. | (40–40)    |       |                  |  |

| 1980. július 21. | Ausztrália (AUS) | 84–77 | Olaszország (ITA) |  |
| 1980. július 21. | (44–34)          |       |                   |  |

| 1980. július 23. | Ausztrália (AUS) | 64–55 | Svédország (SWE) |  |
| 1980. július 23. | (40–27)          |       |                  |  |

A 7–12. helyért
- A táblázat tartalmazza
  - az A csoportban lejátszott Csehszlovákia–India 133–65-ös,
  - a B csoportban lejátszott Lengyelország–Szenegál 84–64-es,
  - a C csoportban lejátszott Ausztrália–Svédország 64–55-ös eredményét is.

| Csapat              | M | Gy | V | P+  | P–  | Pk   |
| ------------------- | - | -- | - | --- | --- | ---- |
| Lengyelország (POL) | 5 | 4  | 1 | 453 | 359 | +94  |
| Ausztrália (AUS)    | 5 | 4  | 1 | 417 | 381 | +36  |
| Csehszlovákia (TCH) | 5 | 3  | 2 | 474 | 377 | +97  |
| Svédország (SWE)    | 5 | 3  | 2 | 375 | 341 | +34  |
| Szenegál (SEN)      | 5 | 1  | 4 | 345 | 396 | –51  |
| India (IND)         | 5 | 0  | 5 | 329 | 539 | –210 |

| 1980. július 25. | Ausztrália (AUS) | 91–86 | Csehszlovákia (TCH) |  |
| 1980. július 25. | (41–44)          |       |                     |  |

| 1980. július 26. | Lengyelország (POL) | 101–74 | Ausztrália (AUS) |  |
| 1980. július 26. | (42–35)             |        |                  |  |

| 1980. július 27. | Ausztrália (AUS) | 95–64 | Szenegál (SEN) |  |
| 1980. július 27. | (51–37)          |       |                |  |

| 1980. július 28. | Ausztrália (AUS) | 93–75 | India (IND) |  |
| 1980. július 28. | (37–41)          |       |             |  |

| Csapat           | Helyezés |
| ---------------- | -------- |
| Ausztrália (AUS) | 8.       |

## Műugrás
Férfi
| Versenyző   | Versenyszám        | Selejtező | Selejtező | Döntő   | Döntő    |
| Versenyző   | Versenyszám        | Pont      | Helyezés  | Pont    | Helyezés |
| ----------- | ------------------ | --------- | --------- | ------- | -------- |
| Steve Foley | Egyéni műugrás     | 521,820   | 11.       | kiesett | kiesett  |
| Steve Foley | Egyéni toronyugrás | 427,440   | 16.       | kiesett | kiesett  |

Női
| Versenyző                | Versenyszám        | Selejtező | Selejtező | Döntő   | Döntő    |
| Versenyző                | Versenyszám        | Pont      | Helyezés  | Pont    | Helyezés |
| ------------------------ | ------------------ | --------- | --------- | ------- | -------- |
| Valerie McFarlane-Beddoe | Egyéni toronyugrás | 333,570   | 7.        | 499,785 | 7.       |
| Valerie McFarlane-Beddoe | Egyéni műugrás     | 413,970   | 7.        | 651,045 | 6.       |
| Jenny Donnet             | Egyéni műugrás     | 376,770   | 18.       | kiesett | kiesett  |
| Jenny Donnet             | Egyéni toronyugrás | 264,000   | 17.       | kiesett | kiesett  |

## Ökölvívás
| Versenyző    | Versenyszám  | 32-es főtábla           | Nyolcaddöntő                  | Negyeddöntő              | Elődöntő          | Döntő             | Helyezés |
| Versenyző    | Versenyszám  | Ellenfél Eredmény       | Ellenfél Eredmény             | Ellenfél Eredmény        | Ellenfél Eredmény | Ellenfél Eredmény | Helyezés |
| ------------ | ------------ | ----------------------- | ----------------------------- | ------------------------ | ----------------- | ----------------- | -------- |
| Norm Stevens | Könnyűsúly   | Geza Tumbas (YUG) · 1:4 | kiesett                       | kiesett                  | kiesett           | kiesett           | 17.      |
| Benny Pike   | Félnehézsúly |                         | Anaclet Wamba (CGO) · feladta | Herbert Bauch (GDR) · KO | kiesett           | kiesett           | 5.       |

## Öttusa
| Versenyző     | Versenyszám | Lovaglás | Lovaglás | Lovaglás | Lovaglás | Vívás    | Vívás | Vívás | Lövészet | Lövészet | Lövészet | Úszás    | Úszás | Úszás | Futás   | Futás | Futás | Összesen    | Összesen |
| Versenyző     | Versenyszám | Idő      | Bünt.    | Pont     | Hely.    | Eredmény | Pont  | Hely. | Pontszám | Pont     | Hely.    | Idő      | Pont  | Hely. | Idő     | Pont  | Hely. | Összes pont | Helyezés |
| ------------- | ----------- | -------- | -------- | -------- | -------- | -------- | ----- | ----- | -------- | -------- | -------- | -------- | ----- | ----- | ------- | ----- | ----- | ----------- | -------- |
| Robert Barrie | Egyéni      | 2:04,0   | 38       | 1062     | 14.      | 14–28    | 610   | 39.   | 187      | 846      | 38.      | 3:38,810 | 1124  | 26.   | 13:57,9 | 1054  | 26.   | 4696        | 37.      |

## Sportlövészet
Nyílt
| Versenyző       | Versenyszám       | Pont | Helyezés |
| --------------- | ----------------- | ---- | -------- |
| Yvonne Hill     | Sportpuska, fekvő | 596  | 11.      |
| David Hollister | Sportpuska, fekvő | 595  | 15.      |

## Súlyemelés
| Versenyző        | Versenyszám | Szakítás | Szakítás | Lökés                    | Lökés                    | Összesen | Helyezés |
| Versenyző        | Versenyszám | Eredmény | Helyezés | Eredmény                 | Helyezés                 | Összesen | Helyezés |
| ---------------- | ----------- | -------- | -------- | ------------------------ | ------------------------ | -------- | -------- |
| Lorry Orsini     | 56 kg       | 95,0     | 19.      | 125,0                    | 16.                      | 220,0    | 16.      |
| Bill Stellios    | 67,5 kg     | 122,5    | 13.      | 160,0                    | 9.                       | 282,5    | 11.      |
| Robert Kabbas    | 82,5 kg     | 142,5    | 12.      | érvényes kísérlet nélkül | érvényes kísérlet nélkül | kiesett  | kiesett  |
| Luigi Fratangelo | 90 kg       | 142,5    | 12.      | érvényes kísérlet nélkül | érvényes kísérlet nélkül | kiesett  | kiesett  |
| Don Mitchell     | 110 kg      | 162,5    | 7.       | 190,0                    | 9.                       | 352,5    | 7.       |

## Torna
Férfi
| Versenyző      | Versenyszám      | Selejtező | Selejtező | Döntő    | Döntő    |
| Versenyző      | Versenyszám      | Pontszám  | Helyezés  | Pontszám | Helyezés |
| -------------- | ---------------- | --------- | --------- | -------- | -------- |
| Lindsay Nylund | Talaj            | 18,00     | 59.       | kiesett  | kiesett  |
| Lindsay Nylund | Ugrás            | 18,70     | 54.       | kiesett  | kiesett  |
| Lindsay Nylund | Korlát           | 18,55     | 47.       | kiesett  | kiesett  |
| Lindsay Nylund | Nyújtó           | 18,05     | 53.       | kiesett  | kiesett  |
| Lindsay Nylund | Gyűrű            | 17,60     | 60.       | kiesett  | kiesett  |
| Lindsay Nylund | Lólengés         | 18,25     | 46.       | kiesett  | kiesett  |
| Lindsay Nylund | Egyéni összetett | 109,15    | 54.       | 109,675  | 34.      |

Női
| Versenyző       | Versenyszám      | Selejtező | Selejtező | Döntő    | Döntő    |
| Versenyző       | Versenyszám      | Pontszám  | Helyezés  | Pontszám | Helyezés |
| --------------- | ---------------- | --------- | --------- | -------- | -------- |
| Marina Sulicich | Talaj            | 17,85     | 49.       | kiesett  | kiesett  |
| Marina Sulicich | Ugrás            | 17,75     | 55.       | kiesett  | kiesett  |
| Marina Sulicich | Felemás korlát   | 18,25     | 45.       | kiesett  | kiesett  |
| Marina Sulicich | Gerenda          | 17,75     | 53.       | kiesett  | kiesett  |
| Marina Sulicich | Egyéni összetett | 71,60     | 50.       | 69,700   | 32.      |
| Kerry Bayliss   | Talaj            | 17,65     | 54.       | kiesett  | kiesett  |
| Kerry Bayliss   | Ugrás            | 17,40     | 59.       | kiesett  | kiesett  |
| Kerry Bayliss   | Felemás korlát   | 17,95     | 50.       | kiesett  | kiesett  |
| Kerry Bayliss   | Gerenda          | 17,55     | 56.       | kiesett  | kiesett  |
| Kerry Bayliss   | Egyéni összetett | 70,55     | 56.       | 69,475   | 33.      |

## Úszás
Férfi
| Versenyző                                                      | Versenyszám            | Előfutam | Előfutam | Előfutam | Elődöntő | Elődöntő | Elődöntő | Döntő    | Döntő    |
| Versenyző                                                      | Versenyszám            | Idő      | Hely.    | Össz.    | Idő      | Hely.    | Össz.    | Idő      | Helyezés |
| -------------------------------------------------------------- | ---------------------- | -------- | -------- | -------- | -------- | -------- | -------- | -------- | -------- |
| Mark Tonelli                                                   | 100 m hát              | 58,66    | 1.       | 14.      | 57,89    | 2.       | 3.       | 57,98    | 7.       |
| Mark Tonelli                                                   | 200 m hát              | 2:07,04  | 3.       | 15.      |          |          |          | kiesett  | kiesett  |
| Mark Tonelli                                                   | 100 m gyors            | 52,04    | 3.       | 4.       | 52,17    | 5.       | 10.      | kiesett  | kiesett  |
| Neil Brooks                                                    | 100 m gyors            | 52,11    | 1.*      | 8.*      | 52,70    | 7.       | 14.      | kiesett  | kiesett  |
| Graeme Brewer                                                  | 100 m gyors            | 52,59    | 4.       | 16.      | 51,91    | 3.       | 8.       | 52,22    | 8.       |
| Graeme Brewer                                                  | 200 m gyors            | 1:51,92  | 2.       | 3.       |          |          |          | 1:51,60  |          |
| Graeme Brewer                                                  | 400 m gyors            | 3:57,19  | 2.       | 9.       |          |          |          | kiesett  | kiesett  |
| Ron McKeon                                                     | 400 m gyors            | 3:56,77  | 2.       | 6.       |          |          |          | 3:57,00  | 8.       |
| Ron McKeon                                                     | 200 m gyors            | 1:52,66  | 2.       | 7.       |          |          |          | 1:52,60  | 5.       |
| Max Metzker                                                    | 400 m gyors            | 3:56,42  | 2.       | 4.       |          |          |          | 3:56,87  | 7.       |
| Max Metzker                                                    | 1500 m gyors           | 15:21,63 | 3.       | 5.       |          |          |          | 15:14,49 |          |
| Glenn Patching                                                 | 100 m hát              | 58,30    | 1.       | 9.       | 1:00,31  | 8.       | 16.      | kiesett  | kiesett  |
| Mark Kerry                                                     | 100 m hát              | 58,08    | 3.       | 7.       | 58,07    | 3.       | 9.       | kiesett  | kiesett  |
| Mark Kerry                                                     | 200 m hát              | 2:03,60  | 1.       | 3.       |          |          |          | 2:03,14  |          |
| Peter Evans                                                    | 200 m mell             | 2:26,62  | 4.       | 12.      |          |          |          | kiesett  | kiesett  |
| Peter Evans                                                    | 100 m mell             | 1:04,55  | 1.       | 4.*      |          |          |          | 1:03,96  |          |
| Lindsay Spencer                                                | 100 m mell             | 1:04,78  | 3.       | 6.       |          |          |          | 1:05,04  | 6.       |
| Lindsay Spencer                                                | 200 m mell             | 2:21,08  | 2.       | 4.       |          |          |          | 2:19,68  | 5.       |
| Paul Moorfoot                                                  | 200 m pillangó         | 2:05,69  | 5.       | 15.      |          |          |          | kiesett  | kiesett  |
| Paul Moorfoot                                                  | 400 m vegyes           | 4:43,28  | 5.       | 23.      |          |          |          | kiesett  | kiesett  |
| Paul Moorfoot                                                  | 200 m hát              | 2:04,87  | 1.       | 8.       |          |          |          | 2:06,15  | 8.       |
| Graeme Brewer Mark Tonelli Mark Kerry Ron McKeon Max Metzker   | 4 × 200 m gyorsváltó   | 7:34,06  | 3.       | 4.       |          |          |          | 7:30,82  | 7.       |
| Mark Kerry Peter Evans Mark Tonelli Neil Brooks Glenn Patching | 4 × 100 m vegyes váltó | 3:48,94  | 2.       | 2.       |          |          |          | 3:45,70  |          |

Női
| Versenyző                                                           | Versenyszám            | Előfutam | Előfutam | Előfutam | Döntő   | Döntő    |
| Versenyző                                                           | Versenyszám            | Idő      | Hely.    | Össz.    | Idő     | Helyezés |
| ------------------------------------------------------------------- | ---------------------- | -------- | -------- | -------- | ------- | -------- |
| Michelle Pearson                                                    | 100 m gyors            | 58,90    | 4.       | 13.      | kiesett | kiesett  |
| Rosemary Brown                                                      | 100 m gyors            | 59,35    | 5.       | 16.      | kiesett | kiesett  |
| Rosemary Brown                                                      | 400 m gyors            | 4:21,36  | 6.       | 13.      | kiesett | kiesett  |
| Rosemary Brown                                                      | 800 m gyors            | 8:49,47  | 4.       | 9.       | kiesett | kiesett  |
| Rosemary Brown                                                      | 200 m gyors            | 2:04,59  | 3.       | 10.      | kiesett | kiesett  |
| Karen Van de Graaf                                                  | 200 m gyors            | 2:06,06  | 3.       | 16.      | kiesett | kiesett  |
| Karen Van de Graaf                                                  | 100 m pillangó         | 1:03,62  | 4.       | 13.      | kiesett | kiesett  |
| Karen Van de Graaf                                                  | 200 m pillangó         | 2:17,82  | 4.       | 11.      | kiesett | kiesett  |
| Michelle Ford                                                       | 800 m gyors            | 8:42,36  | 2.       | 3.       | 8:28,90 |          |
| Michelle Ford                                                       | 400 m gyors            | 4:13,90  | 1.       | 3.       | 4:11,65 | 4.       |
| Michelle Ford                                                       | 200 m pillangó         | 2:12,72  | 1.       | 1.       | 2:11,66 |          |
| Georgina Parkes                                                     | 200 m hát              | 2:17,78  | 3.       | 10.      | kiesett | kiesett  |
| Georgina Parkes                                                     | 100 m hát              | 1:05,06  | 3.       | 14.      | kiesett | kiesett  |
| Lisa Forrest                                                        | 100 m hát              | 1:04,55  | 3.       | 10.      | kiesett | kiesett  |
| Lisa Forrest                                                        | 200 m hát              | 2:15,40  | 1.       | 3.       | 2:16,75 | 7.       |
| Lisa Curry-Kenny                                                    | 200 m mell             | 2:39,42  | 5.       | 14.      | kiesett | kiesett  |
| Lisa Curry-Kenny                                                    | 100 m pillangó         | 1:02,92  | 3.       | 8.       | 1:02,40 | 5.       |
| Lisa Curry-Kenny                                                    | 400 m vegyes           | 5:01,58  | 5.       | 11.      | kiesett | kiesett  |
| Lisa Curry-Kenny Karen Van de Graaf Rosemary Brown Michelle Pearson | 4 × 100 m gyorsváltó   | 3:56,24  | 2.       | 5.       | 3:54,16 | 5.       |
| Lisa Forrest Lisa Curry-Kenny Karen Van de Graaf Rosemary Brown     | 4 × 100 m vegyes váltó | 4:23,33  | 2.       | 6.       | 4:19,90 | 6.       |

* - egy másik versenyzővel azonos eredményt ért el

## Vívás
Férfi
| Versenyző  | Versenyszám       | Selejtező | Selejtező | Selejtező | Selejtező | Főtábla                   | Főtábla                      | Vigaszág          | Vigaszág                      | Vigaszág          | Döntő             | Döntő   | Helyezés |
| Versenyző  | Versenyszám       | 1. kör | 1. kör    | 2. kör | 2. kör    | 1. kör                    | 2. kör                       | 1. kör            | 2. kör                        | 3. kör            | Döntő             | Döntő   | Helyezés |
| Versenyző  | Versenyszám       | Ellenfél Eredmény | Hely.     | Ellenfél Eredmény | Hely.     | Ellenfél Eredmény         | Ellenfél Eredmény            | Ellenfél Eredmény | Ellenfél Eredmény             | Ellenfél Eredmény | Ellenfél Eredmény | Hely.   | Helyezés |
| ---------- | ----------------- | --- | --------- | --- | --------- | ------------------------- | ---------------------------- | ----------------- | ----------------------------- | ----------------- | ----------------- | ------- | -------- |
| Greg Benko | Tőr, egyéni       | 2. csoport · Aljakszandr Ramanykov (URS) · 3–5 · Hassan Hamze (LIB) · 5–0 · Jesús Esperanza (ESP) · 5–3 · Rob Bruniges (GBR) · 5–3                      | 1.        | 1. csoport · Rob Bruniges (GBR) · 2–5 · Thierry Soumagne (BEL) · 5–1 · Hartmuth Behrens (GDR) · 5–2 · Jaroslav Jurka (TCH) · 4–5 · Kuki Péter (ROU) · 3–5  | 4.        | Klaus Haertter (GDR) · GY | Szabirzsan Ruzijev (URS) · V |                   | Frédéric Pietruszka (FRA) · V | kiesett           | kiesett           | kiesett | 9.       |
| Greg Benko | Párbajtőr, egyéni | 8. csoport · Hassan Hamze (LIB) · 5–1 · Kazem Hasan (KUW) · 5–5 · Marco Falcone (ITA) · 5–1 · Borisz Lukomszkij (URS) · 5–4 · Hans Jacobson (SWE) · 5–5 | 2.        | 3. csoport · Oldřich Kubišta (TCH) · 4–5 · Andrzej Lis (POL) · 5–4 · Pethő László (HUN) · 5–4 · Johan Harmenberg (SWE) · 0–5 · Philippe Riboud (FRA) · 5–5 | 5.        | kiesett                   | kiesett                      | kiesett           | kiesett                       | kiesett           | kiesett           | kiesett | 17.      |

Férfi
| Versenyző      | Versenyszám | Selejtező | Selejtező | Selejtező | Selejtező | Főtábla           | Főtábla           | Vigaszág          | Vigaszág          | Vigaszág          | Döntő             | Döntő   | Helyezés |
| Versenyző      | Versenyszám | 1. kör | 1. kör    | 2. kör | 2. kör    | 1. kör            | 2. kör            | 1. kör            | 2. kör            | 3. kör            | Döntő             | Döntő   | Helyezés |
| Versenyző      | Versenyszám | Ellenfél Eredmény | Hely.     | Ellenfél Eredmény | Hely.     | Ellenfél Eredmény | Ellenfél Eredmény | Ellenfél Eredmény | Ellenfél Eredmény | Ellenfél Eredmény | Ellenfél Eredmény | Hely.   | Helyezés |
| -------------- | ----------- | --- | --------- | --- | --------- | ----------------- | ----------------- | ----------------- | ----------------- | ----------------- | ----------------- | ------- | -------- |
| Mitzi Ferguson | Tőr, egyéni | 5. csoport · Gabriele Janke (GDR) · 1–5 · Stefanek Gertrúd (HUN) · 5–4 · Linda Ann Martin (GBR) · 5–3 · Ecaterina Stahl-Iencic (ROU) · 5–2 · Véronique Brouquier (FRA) · 4–5   | 3.        | 3. csoport · Margarita Rodríguez (CUB) · 4–5 · Gabriele Janke (GDR) · 3–5 · Brigitte Latrille-Gaudin (FRA) · 3–5 · Jelena Belova (URS) · 4–5 · Barbara Wysoczańska (POL) · 1–5 | 6.        | kiesett           | kiesett           | kiesett           | kiesett           | kiesett           | kiesett           | kiesett | 22.      |
| Helen Smith    | Tőr, egyéni | 4. csoport · Jolanta Królikowska (POL) · 2–5 · Dorina Vaccaroni (ITA) · 5–1 · Tordasi Ildikó (HUN) · 5–3 · Katarína Lokšová-Ráczová (TCH) · 3–5 · Sabine Hertrampf (GDR) · 4–5 | 5.        | kiesett | kiesett   | kiesett           | kiesett           | kiesett           | kiesett           | kiesett           | kiesett           | kiesett | 25.      |

## Vízilabda
| Ausztrál férfi vízilabdacsapat-játékoskeret                                                         | Ausztrál férfi vízilabdacsapat-játékoskeret                                       |
| --------------------------------------------------------------------------------------------------- | --------------------------------------------------------------------------------- |
| - Michael Turner - David Neesham - Robert Bryant - Peter Montgomery - Julian Muspratt - Andrew Kerr | - Tony Falson - Charles Turner - Martin Callaghan - Randall Goff - Andrew Steward |

### Eredmények
Csoportkör
C csoport
| Csapat            | M | Gy | D | V | G+ | G– | Gk  | P |
| ----------------- | - | -- | - | - | -- | -- | --- | - |
| Jugoszlávia (YUG) | 3 | 2  | 1 | 0 | 24 | 10 | +14 | 5 |
| Kuba (CUB)        | 3 | 2  | 1 | 0 | 19 | 11 | +8  | 5 |
| Ausztrália (AUS)  | 3 | 1  | 0 | 2 | 15 | 20 | –5  | 2 |
| Bulgária (BUL)    | 3 | 0  | 0 | 3 | 8  | 25 | –17 | 0 |

| 1980. július 20. 17:00 | Ausztrália (AUS)     | 9–5 | Bulgária (BUL) |  |
| 1980. július 20. 17:00 | (1–0, 3–0, 2–3, 3–2) |     |                |  |
| 1980. július 20. 17:00 |                      |     |                |  |

| 1980. július 21. 17:00 | Ausztrália (AUS)     | 4–6 | Kuba (CUB) |  |
| 1980. július 21. 17:00 | (1–2, 2–1, 1–1, 0–2) |     |            |  |
| 1980. július 21. 17:00 |                      |     |            |  |

| 1980. július 22. 13:00 | Jugoszlávia (YUG)    | 9–2 | Ausztrália (AUS) |  |
| 1980. július 22. 13:00 | (0–0, 3–0, 2–1, 4–1) |     |                  |  |
| 1980. július 22. 13:00 |                      |     |                  |  |

A 7–12. helyért
| 1980. július 24. 13:00 | Ausztrália (AUS)     | 8–5 | Bulgária (BUL) |  |
| 1980. július 24. 13:00 | (3–1, 2–2, 1–1, 2–1) |     |                |  |
| 1980. július 24. 13:00 |                      |     |                |  |

| 1980. július 25. 11:00 | Románia (ROU)        | 4–4 | Ausztrália (AUS) |  |
| 1980. július 25. 11:00 | (0–0, 0–1, 2–1, 2–2) |     |                  |  |
| 1980. július 25. 11:00 |                      |     |                  |  |

| 1980. július 26. 12:00 | Görögország (GRE)    | 2–4 | Ausztrália (AUS) |  |
| 1980. július 26. 12:00 | (1–1, 0–1, 1–1, 0–1) |     |                  |  |
| 1980. július 26. 12:00 |                      |     |                  |  |

| 1980. július 28. 13:00 | Svédország (SWE)     | 4–9 | Ausztrália (AUS) |  |
| 1980. július 28. 13:00 | (1–2, 2–2, 0–2, 1–3) |     |                  |  |
| 1980. július 28. 13:00 |                      |     |                  |  |

| 1980. július 29. 12:00 | Olaszország (ITA)    | 4–5 | Ausztrália (AUS) |  |
| 1980. július 29. 12:00 | (1–1, 1–2, 1–1, 1–1) |     |                  |  |
| 1980. július 29. 12:00 |                      |     |                  |  |

Végeredmény
| Csapat            | M | Gy | D | V | G+ | G– | Gk  | P |
| ----------------- | - | -- | - | - | -- | -- | --- | - |
| Ausztrália (AUS)  | 5 | 4  | 1 | 0 | 30 | 19 | +11 | 9 |
| Olaszország (ITA) | 5 | 4  | 0 | 1 | 26 | 18 | +8  | 8 |
| Románia (ROU)     | 5 | 3  | 1 | 1 | 36 | 26 | +10 | 7 |
| Görögország (GRE) | 5 | 2  | 0 | 3 | 28 | 28 | 0   | 4 |
| Svédország (SWE)  | 5 | 1  | 0 | 4 | 23 | 40 | –17 | 2 |
| Bulgária (BUL)    | 5 | 0  | 0 | 5 | 25 | 37 | –12 | 0 |

| Csapat           | Helyezés |
| ---------------- | -------- |
| Ausztrália (AUS) | 7.       |